# Dichaea rodriguesii
Dichaea rodriguesii är en orkidéart som beskrevs av Guido Frederico João Pabst. Dichaea rodriguesii ingår i släktet Dichaea och familjen orkidéer. Inga underarter finns listade i Catalogue of Life.